# Смолине
Смо́лине — село в Україні, в Есманьській селищній громаді Шосткинського району Сумської області. Населення становить 38 осіб. До 2020 орган місцевого самоврядування — Пустогородська сільська рада.

## Географія
Село Смолине розташоване на правому березі річки Смолянка, вище за течією на відстані 2.5 км розташоване село Фотовиж, нижче за течією на відстані 1 км розташоване село Смикарівка, на протилежному березі — село Пустогород.

## Історія
12 червня 2020 року, відповідно до розпорядження Кабінету Міністрів України № 723-р «Про визначення адміністративних центрів та затвердження територій територіальних громад Сумської області», село увійшло до складу Есманьської селищної громади.
19 липня 2020 року, в результаті адміністративно-територіальної реформи та ліквідації Глухівського району, село увійшло до складу новоутвореного Шосткинського району.

## Населення

### Мова
Розподіл населення за рідною мовою за даними перепису 2001 року:
| Мова       | Кількість | Відсоток |
| ---------- | --------- | -------- |
| російська  | 25        | 65.79%   |
| українська | 13        | 34.21%   |
| Усього     | 38        | 100%     |